# Akropol

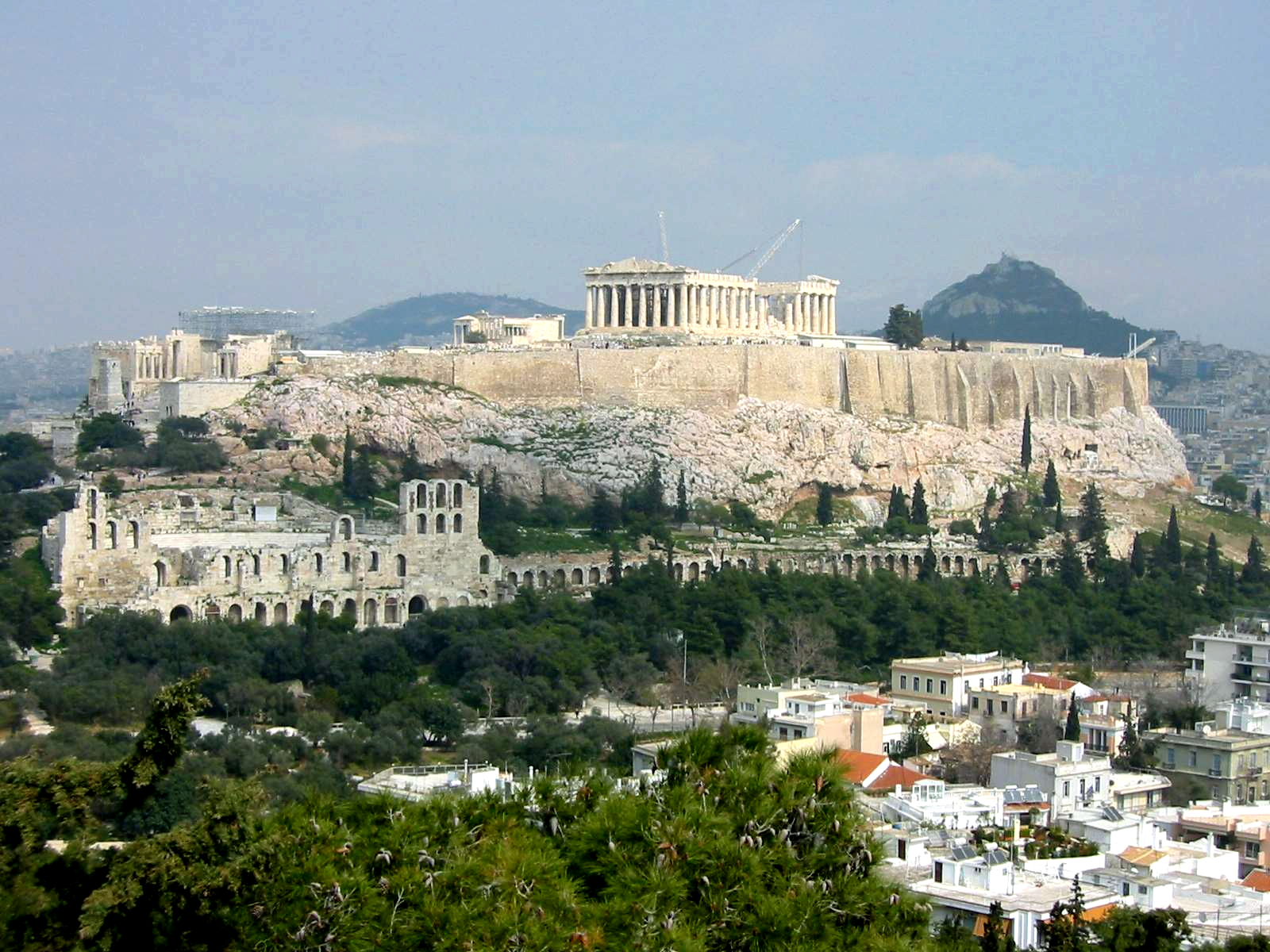
Akropol ateński

Akropol (gr. ἀκρόπολις akrópolis, od ἄκρος akros ‘najwyższy’, ‘skrajny’ i πόλις pólis ‘miasto’) – w starożytnej Grecji osiedle, miasto lub jego część znajdująca się na wysokim wzgórzu, cytadela z pałacami i świątyniami.
Pierwsze akropole pojawiły się w drugiej połowie II tysiąclecia p.n.e. w miastach kultury mykeńskiej. W późniejszych założeniach z okresu klasycznego funkcja mieszkalna zanikła i akropol służył głównie celom publicznym i potrzebom kultu religijnego. W okresie hellenistycznym (III – I wiek p.n.e.) nastąpiło zróżnicowanie funkcji – jedne miasta budowały akropol włączony w system obronny miasta (np. Priene), podczas gdy w innych przeznaczano go na budowle służące wyłącznie celom reprezentacyjnym (np. Pergamon).
Najsłynniejszym akropolem jest akropol ateński. Inne znane akropole znajdują się m.in. w Mykenach, Tebach, Argos, Koryncie, Priene i Pergamonie.
Nazwę „akropol” przeniesiono na określenie struktur prekolumbijskich w Ameryce Środkowej.